# Summa Theologica
Học vấn quan trọng nhất của Châu Âu trung đại mà giáo lý của Cơ Đốc giáo được công nhận là lẽ thật duy nhất, chính là thần học. Triết học được phát triển như là một học ván bổ trợ nhằm phát triển thần học, nên đã phát sinh lời rằng "Triết học là nàng hầu của thần học"
Triết học trung đại thể này đã được bắt đầu bởi các giáo phụ như Augustine vào giai đoạn cuối của La Mã. Giáo phụ với ý nghĩa là "cha của giáo hội" chỉ ra người đã cống hiến cho sự thiết lập giáo lý của Cơ Đốc giáo thời kỳ đầu và sự phát triển của giáo hội, các giáo phụ đã tiếp nhận triết học của Hy Lạp và hệ thống hóa giáo lý của Cơ Đốc giáo. Triết học kinh viện được tiếp nhận triết học của Aristotle vào thần học dựa trên nền tảng là triết học giáo phụ thể này. Thomas Aquinas, người tuyển tập điều này, đã cố gắng làm hài hòa giữa tín ngưỡng và lý trí trong "Summa Theologica" (tổng luận thần học)

1. ↑   Sử thế giới Trung học phổ thông, 2002